# Guntram (opera)
Guntram, Op. 25 là vở opera 3 màn của nhà soạn nhạc người Đức Richard Strauss. Chính Strauss cũng là tác giả của lời của tác phẩm. Màn thứ hai của tác phẩm được viết tại Ramacca, Sicilia, Ý. Đây là vở opera đầu tiên của Strauss và nó cho thấy sự ảnh hưởng mạnh mẽ của Richard Wagner lên Strauss. Phần âm nhạc của vở opera được trích để đưa vào bản giao hưởng thơ của chính Strauss Ein Heldenleben. Vở opera được sửa đổi vào năm 1940. Trong lần đầu công diễn, Guntram không để lại ấn tượng và bị chỉ trích nặng nề.